# ターゲット・ストレングス

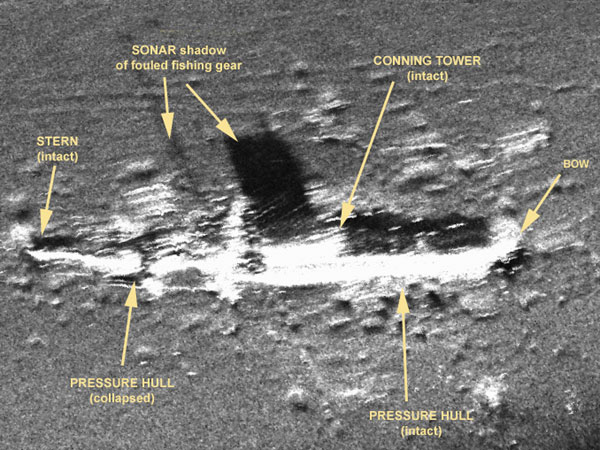
沈没したUSS O-9のソナー画像

ターゲット・ストレングス (Target strength)または音響サイズ (Acoustic size) はソナーの探知目標の面積の尺度である。 通常はデシベルで定量される。鮭などの魚の場合は魚種によって異なり、体長5センチメートルの魚の場合は約-50デシベルである。
ターゲット・ストレングスは log10(σbs) に等しい。ここで、σbs は微分後方散乱断面積であり、後方散乱断面積は 4πσbs である。

## 関連書籍
- "Introduction to the use of sonar systems for estimating fish biomass, FAO Fisheries Technical Paper No. 191, Revision 1, FAO 1982"
- Fisheries Acoustics Simmonds, E John and MacLennan, David N (2005)  Blackwell Publishing. ISBN 978-0-632-05994-2
- C. S. Clay & H. Medwin, Acoustical Oceanography (Wiley, New York, 1977)